# Yun Ji-hoon
Yun Ji-hoon (ur. 27 marca 1992) – południowokoreański zapaśnik walczący w stylu wolnym. Piąty na mistrzostwach Azji w 2017. Wicemistrz wojskowych MŚ w 2016 roku.
Czternasty na Uniwersjadzie w 2013, jako zawodnik Korea National Sport University w Seulu.